# اندیس آساران
آساران یک اندیس فلزی است که در  شهر سمنان استان سمنان قرار دارد و مادهٔ معدنی موجود در آن، سرب و روی است.  